# أم النعام (المفرق)

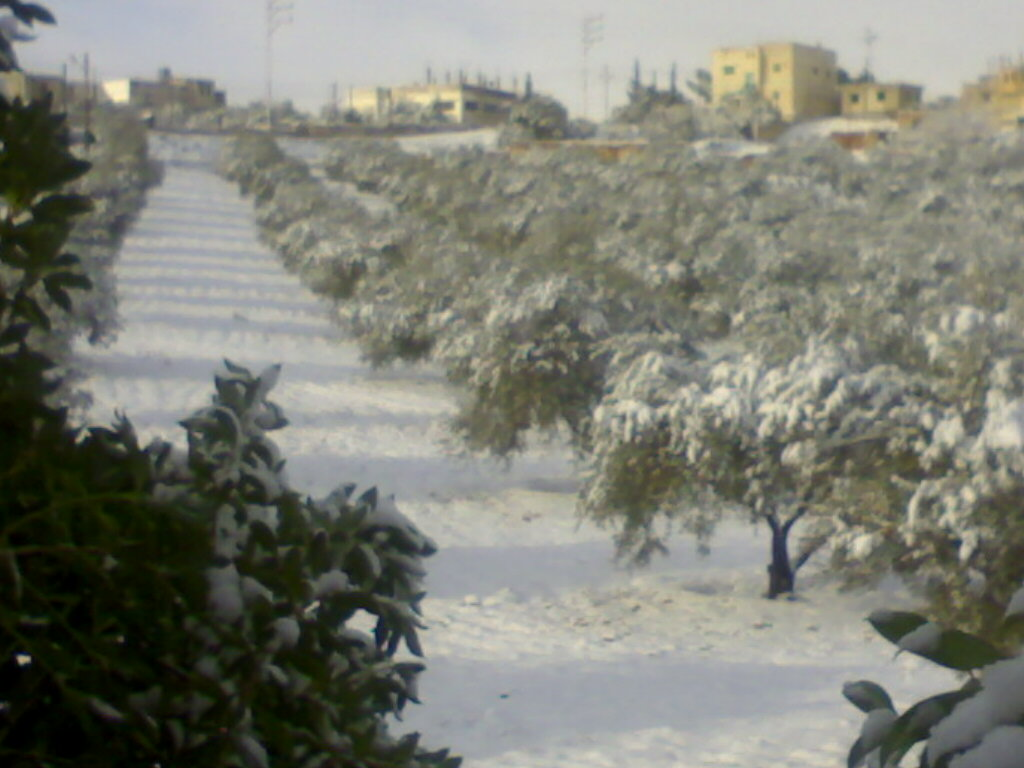
أم النعام الغربية-المفرق، شتاء يناير 2008

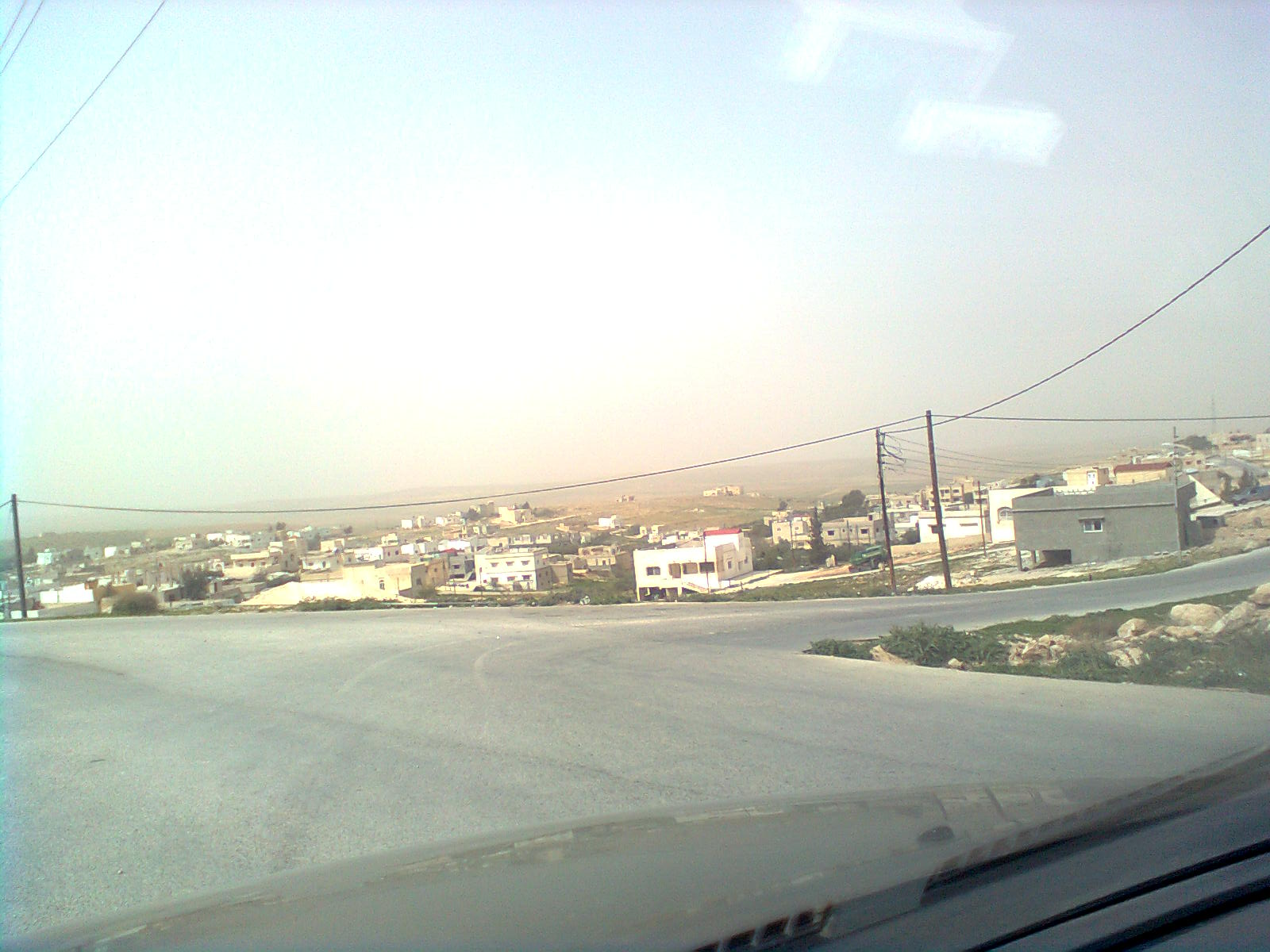
منظر عام من قرية أم النعام الشرقية

أم النعام بلدة تقع غرب مدينة المفرق، الأردن بحوالي 9 كم، وتقسم إلى 3 مناطق: أم النعام الغربية وأم النعام الشرقية وبويضة الحوامدة. معظم سكان البلدة من عشيرة المشاقبة (بني حسن)، والتي تتفرع إلى عشائر الجرايدة والحوامدة والدغمي وبصبوص والعمارين (العرقان وأبو سماقة وأبو عويضة وأبو فلاحة).

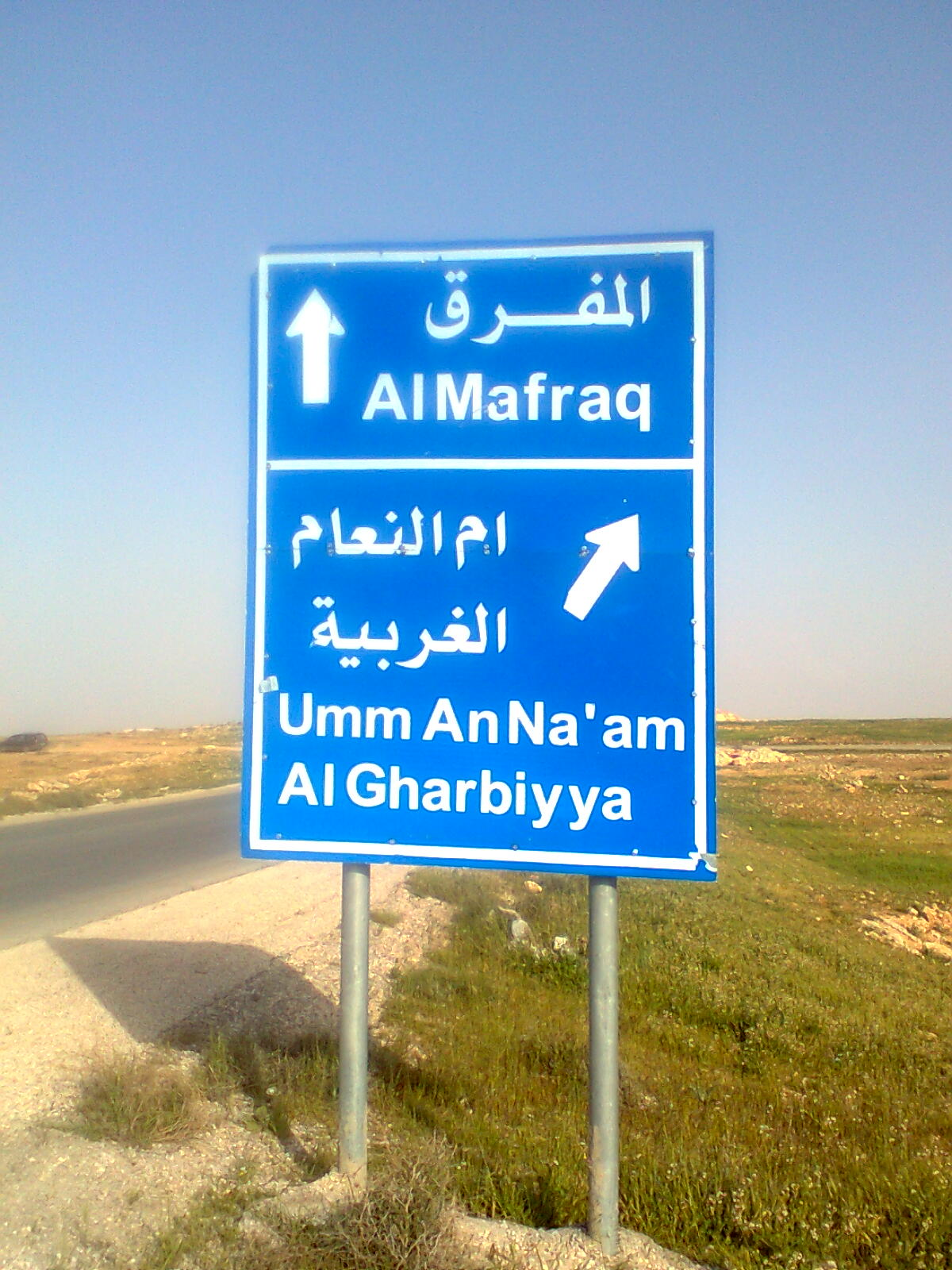
طريق منشية بني حسن - المفرق الجديد

## وصلات خارجية
موقع أم النعام على الإنترنت